# Aeropos của Lyncestis
Đối với những người khác cùng tên, xem Aeropos (định hướng)
Aeropos (tiếng Hy Lạp: Ἀέροπος) của Lyncestis là một sĩ quan chỉ huy tại trận Chaeronea. Sau trận đánh này, Philippos II của Macedonia đã lưu đày ông và một vị sĩ quan khác có tên là Damasippos vì lý do kỷ luật. Ông là cha của Arrhabaeos và Heromenes, họ đã bị buộc tội là những người âm mưu chống lại Philippos II và Alexandros của Lyncestis, ông ta đã được Alexandros Đại đế đối xử như là một người bạn nhưng sau đó đã âm mưu chống lại vị vua của Macedonia.